# Штокверк

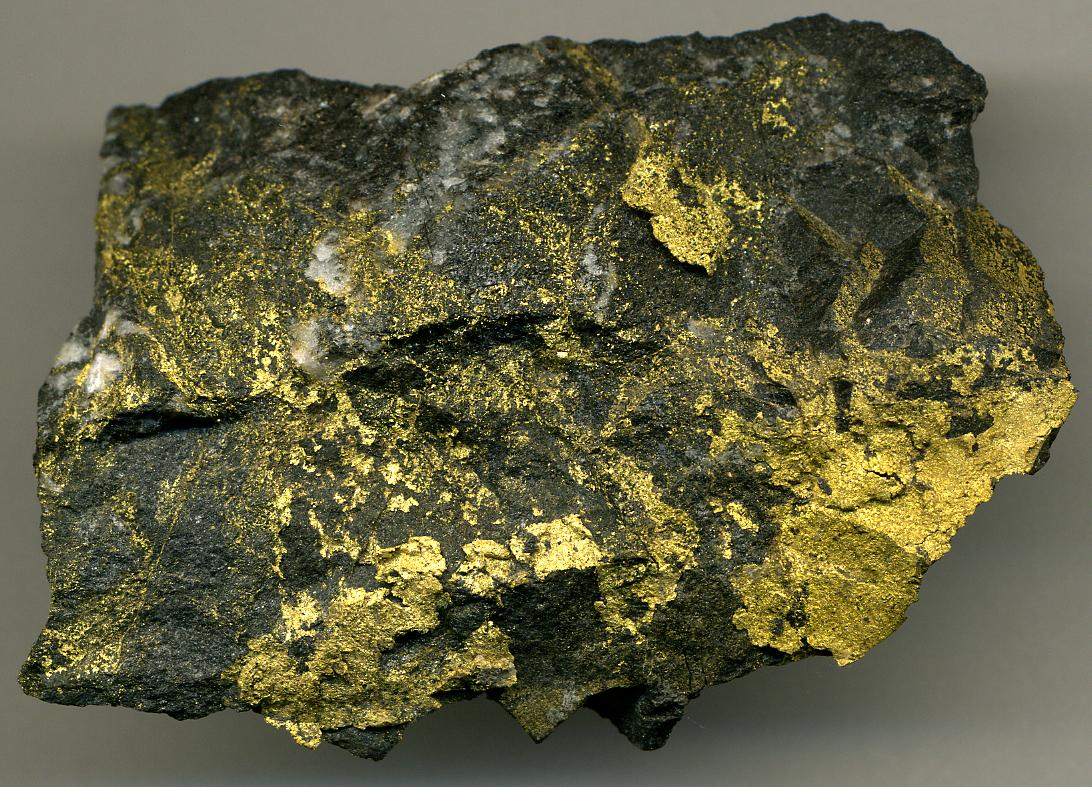
Пример штокверка золотоносной породы (ширина образца 6,6 см) из рудника «Красное озеро» (Канада), включающий в себя плотную паутину разнонаправленных жил и прожилков минерала.

Штокверк (нем. Stokwerk, англ. Stockwork) — рудное тело неправильной формы (чаще изометричное), образованное массой горной породы, пронизанной густой сетью различно ориентированных жил и мелких прожилков, содержащих рудные минералы;
• такие же минералы в форме вкраплений, которые обычно находятся в породах, пересекаемых прожилками.
Штокверки бывают площадные и линейные:
- площадные штокверки имеют изометричные очертания с извилистыми границами,
- линейные штокверки вытянуты в одном направлении.

Размеры их колеблются от десятков метров до километра. Штокверки относятся к группе гидротермальных образований, возникших при отложении металлоносного вещества из горячих минерализованных растворов, циркулировавших среди трещиноватых горных пород. Морфология штокверков характерна для тел некоторых месторождений меди, молибдена, вольфрама, золота, олова, бериллия, урана, ртути, асбеста и других полезных ископаемых.